# Dirndln (Dachsteinmassiv)
Die Dirndln sind zwei Berggipfel am Südrand des Dachsteinplateaus im Dachsteingebirge. Das östliche Dirndl (auch: Niederes Dirndl) weist eine Höhe von 2818 Metern auf, das westliche (auch: Hohes Dirndl) ist 2832 Meter hoch. Während die östliche Spitze im österreichischen Bundesland Oberösterreich liegt, bildet der auf dem Dachsteingrat liegende westliche Gipfel die Grenze zur südlicheren Steiermark. Touristisch zuerst bestiegen wurde das westliche Dirndl am 5. August 1879 durch die Alpinisten Wratislaw Fikeis und Franz Krischker von den Wiener Naturfreunden. Das östliche Dirndl bestieg am 12. September 1884 Eugen Guido Lammer im Alleingang.

## Lage und Umgebung
Die Dirndln sind Bestandteil der hier ost-westlich verlaufenden Südkante des Dachsteinplateaus, die die Grenze zwischen den österreichischen Bundesländern Oberösterreich im Norden und der Steiermark im Süden bildet. Sie liegen am Südwestende des Hallstätter Gletschers und bilden zwei turmartige Spitzen, die einen nach Nordosten verlaufenden Felsgrat bilden. Ihre gewaltige Südwand fällt mit etwa 500 Höhenmetern in das Kar Hundsriese ab. Benachbarte Berge sind im Südosten der Hunerkogel mit 2687 Metern Höhe und im Nordwesten, im Verlauf des ausgeprägten Ostgrats, der Hohe Dachstein mit 2995 Metern Höhe. Nördlich erstreckt sich der Hallstätter Gletscher.

## Touristische Erschließung
Der Weg der Erstbesteiger auf das höhere Dirndl führte die Wiener Naturfreunde am 5. August 1879 über die Nordwand zum Gipfel. In der Folge besuchten viele Bergsteiger das Gebiet. So 1885 Ludwig Purtscheller, der den Gipfel von Osten kommend erreichte. Eugen Guido Lammer erreichte das östliche Dirndl auf beschwerliche Weise bei Neuschnee und Nebel über die Nordwand. Als heutiger Ausgangspunkt für Bergtouren kann die nordwestlich gelegene Seethalerhütte auf 2740 Metern Höhe dienen. Der Normalweg auf den westlichen höheren Gipfel mit Kreuz führt im Schwierigkeitsgrad UIAA II+ durch die Nordwestflanke. Es gibt aber auch Routen durch die Wände bis zum III. UIAA-Grad, wobei die Südkante mit ihrer Schwierigkeit UIAA V zu den sogenannten Klassischen Bergfahrten im Dachsteingebiet gezählt wird. Das östliche Dirndl weist ebenfalls anspruchsvolle Kletterrouten bis zum Schwierigkeitsgrad UIAA V A2 auf.